# Pseudozarba regula
Pseudozarba regula är en fjärilsart som beskrevs av M.Gaede 1916. Pseudozarba regula ingår i släktet Pseudozarba och familjen nattflyn. Inga underarter finns listade.